# Вебер Дмитро Віталійович
Дмитро Віталійович Вебер (рос. Дмитрий Витальевич Вебер; нар. 10 лютого 1999, Новокубанськ, Росія) — російський футболіст німецького походження, півзахисник аматорського колективу «Піонер» (Ленінградська).

## Клубна кар'єра
Вихованець команди «Максима-Аксай», де тренувався під керівництвом Сергія Андрєєва. Пізніше перейшов до ростовської команди СКА, провів за неї дві зустрічі. 22 серпня 2015 року дебютував у першості ПФЛ у поєдинку проти «Дружби». У заявці «Ростова» на РФПЛ – з лютого 2016 року. Влітку 2016 року вирушив із головною командою на збори до Австрії. 9 вересня 2016 року дебютував у прем'єр-лізі у поєдинку проти «Крил Рад», вийшовши на заміну на 81-й хвилині замість Андрія Препеліце. У тому ж місяці також вперше зіграв за команду «Ростов» U-19 в Юнацькій лізі УЄФА.

## Кар'єра в збірній
Дебютував за юнацьку збірну Росії (U-18) у серпні 2016 року в поєдинку проти Угорщини, в якому на 85-й хвилині замінив Романа Денисова.